# Oxychora tenuis
Oxychora tenuis là một loài bướm đêm trong họ Geometridae.